# Laura Łącz
 (août 2024).
Pour les articles homonymes, voir Lacz.
Laura Ewa Łącz, née le 25 octobre 1954 à Varsovie, est une actrice de théâtre et de cinéma ainsi qu'une écrivaine polonaise.

## Biographie

### Les premières années
Laura Łącz est née le 25 octobre 1954 à Varsovie, en Pologne. Elle la fille du footballeur et acteur Marian Łącz et de l'actrice Halina Dunajska (pl).
En 1977, elle est diplômée de l'Académie de théâtre Alexandre-Zelwerowicz, elle a également étudié la philologie polonaise à l'université de Varsovie.

### Carrière
Elle fait officiellement ses débuts sur scène le 3 février 1978 dans le rôle d'une femme dans la pièce Ballada Łomżyńska d'Ernest Bryll. De 1977 à 2000, elle est sur scène au théâtre polonais de Varsovie.
En 1983, elle reçoit le prix Zbyszek Cybulski. Depuis, elle apparaît dans des dizaines de films, de séries, de productions théâtrales et télévisuelles et Teatr Telewizji.
Elle est l'autrice de livres pour enfants, notamment Sekret czarnego łabędzia, Spełnione marzenia ainsi que Bajki i wiersze wiersze na cztery pory roku.

### Vie privée
Elle s'est mariée deux fois. Entre 1972 et 1979, son mari est le musicien Dominik Kuta (pl). Elle a également été mariée à l'acteur Krzysztof Chamiec (pl) (mort en 2001,), avec qui elle a un fils, Andrzej Jax-Chamec,.

## Filmographie
- 1971 : Trochę nadziei : fille du village
- 1972 : Kwiat paproci : écolière
- 1975 : Moja wojna, moja miłość : Iza, la cousine de Marek
- 1976 : Polskie drogi (pl) : écolière dans l'appartement de Jedliński (épisode 5.)
- 1977 : Układ krążenia : Ewa, la petite amie de Maciek Bognar (épisode 1.)
- 1978 : Zielona miłość : ami de Sarna (épisode 1.)
- 1980 : Punkt widzenia : femme qui loue l'appartement de Jack (épisode 6.)
- 1980 : Sherlock Holmes and Doctor Watson : Lady Sarah Kindersley (épisode 22.)
- 1980 : Nasze podwórko : mère de Monika (épisode 5)
- 1980 : Polonia Restituta : épouse de Frank Pawlak
- 1980 : Kontrakt : danseuse
- 1980 : Kto za? : fille
- 1980 : Krab i Joanna : Danka
- 1981 : Najdłuższa wojna nowoczesnej Europy : religieuse à l'hôpital (épisode 2.)
- 1981 : Wierne blizny : Grażyna
- 1981 : Filip z konopi : fille d'un aristocrate
- 1981 : Białe tango : Magda Chojnacka
- 1981 : Gdzie szukać szczęścia : fantôme
- 1981-1987 : 07 zgłoś się : prostituée Elżbieta Żywulska (épisode 14.)/ Anna Moderska, la sœur d'Henryk (épisode 21.)
- 1982 : Polonia Restituta : femme de Frank Pawlak (épisode 1.)
- 1982 : Latawiec : Iwonka Stecówna
- 1983 : Kamienne tablice : Margit Ward
- 1985 : Dłużnicy śmierci : Irena
- 1985 : Tumor Witkacego : Marysia jouant le rôle d'Izi
- 1995 : Sukces : Jadwiga Sowka, la femme de Tadeusz (épisodes 7. et 9.)
- 2002 : Klan : Gabriela Wilczyńska
- 2002 : Na dobre i na złe : Grudzińska, la mère de Dominika (épisode 104.)
- 2004 : Kryminalni : otage (épisode 13.)
- 2006 : Niania : propriétaire (épisode 28.)
- 2013 : Na Wspólnej : Wolska
- 2014 : Ojciec Mateusz : Janina Popławska (épisode 144.)